# Hieronymus Roedlich

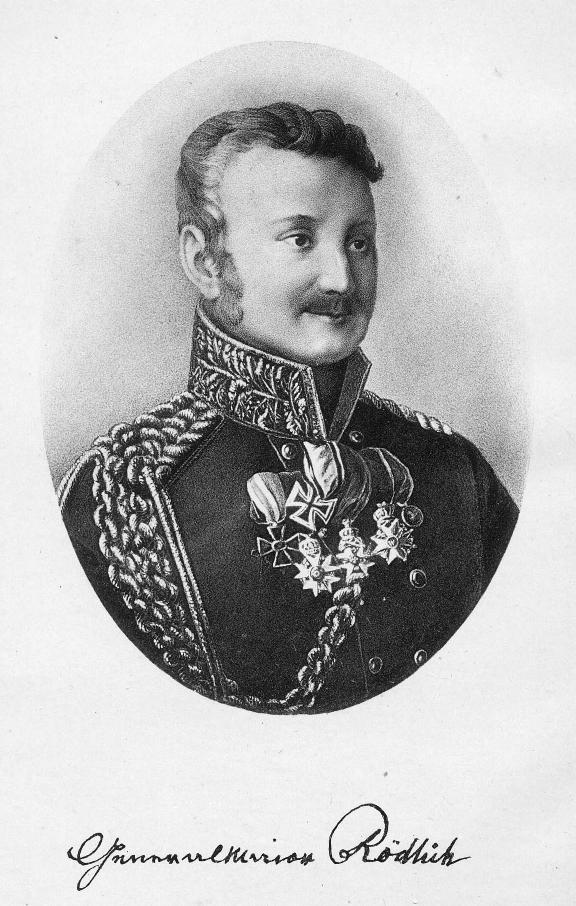
Hieronymus Franz Seraph Roedlich (1767–1833)

Hieronymus Franz Seraph Roedlich (* 30. September 1767 in Brünn; † 24. Dezember 1833 in Berlin) war ein preußischer Generalmajor und Inspekteur der Landwehr im Regierungsbezirk Düsseldorf.

## Leben

### Herkunft
Seine Eltern waren Franz Karl Roedlich und dessen Ehefrau Maria Barbara. Der Vater war kaiserlich österreichischer Oberlandresident des Tabakamts.

### Militärkarriere
Roedlich wurde zu Hause erzogen und kam dann zunächst zur Domänenverwaltung. Am 15. Oktober 1787 trat er in kaiserlich österreichische Dienste, wurde Kadett „a Propriis“ im Dragoner-Regiment Nr. 4 und avancierte am 6. Mai 1788 zum Unterleutnant. 1788/89 kämpfte er im Türkenkrieg bei der Blockade und Einnahme von Festung Chotyn sowie der Schlacht bei Focsani. Am 4. November 1791 kam Roedlich zum Ulanen-Regiment „Meszaros“ (später Ulanen-Regiment Nr. 1) und 1797 zum 2. walachischen Infanterie-Regiment. Am 14. Juni 1796 wurde er als Oberleutnant dem Generalstab zugeteilt, am 2. Dezember 1796 dorthin versetzt. Im Ersten Koalitionskrieg kämpfte er in den Schlachten bei Arcole und Rivoli sowie den Gefechten von Frontaniva und Lanove. Am 17. Juli 1797 wurde Roedlich zum Hauptmann im Generalstab befördert, kam aber am 6. Juni 1798 zum 60. Infanterie-Regiment. Am 23. September 1798 trat er mit dem Feldmarschallleutnant Karl Mack von Leiberich in neapolitanische Dienste. Während des Feldzuges von 1798/99 gegen Frankreich kämpfte er dem Gefecht bei Civita Castellana, geriet aber durch die Kapitulation von Capua in Gefangenschaft.
Roedlich kehrte in österreichische Dienste zurück und wurde am 1. Januar 1799 Premierrittmeister im Ulanen-Regiment „Schwarzenberg“. 1799/1800 nahm er an der Volksbewaffnung im Odenwald und dem Entsatz von Philippsburg teil. Am 1. Oktober 1800 wurde er pensioniert und erhielt am 9. Juli 1801 noch den Charakter als Major. Zudem wurde er am 6. Februar 1802 Platzmajor in Cattaro. Am 16. Januar 1804 kam er in das kaiserliche 1. Garnisons-Regiment, wurde aber am 11. September 1806 erneut pensioniert.
Im Jahr 1807 wurde er mit einem Spezialauftrag zum preußischen König Friedrich Wilhelm III. nach Tilsit geschickt und sollte sich bei der Preußischen Armee mit dem Konzept der Volksbewaffnung vertraut machen. Am 3. Juli 1807 nahm er seinen Abschied aus österreichischen Diensten, wurde am 19. August als Oberstleutnant mit 1000 Talern Gehalt in die Preußische Armee übernommen. Ab dem 21. November 1809 bekam er das Gehalt eines Stabsoffiziers von 1900 Talern sowie fünf Rationen und am 4. Februar 1811 wurde er mit Patent vom 5. Februar 1811 zum Oberst befördert. Im Jahr 1812 wurde Roedlich als preußischer Kommissar in Schlesien zum Korps Junot und Saint-Cyr geschickt. Am 8. März 1813 wurde er dann Brigadier zum vorgesehenen Einschließungskorps von Alt-Damm. Während der Befreiungskriege kämpfte er bei der Belagerung von Stettin und Alt-Damm. Am 8. Dezember 1813 erfolgte seine Ernennung zum Kommandanten des Hauptquartiers von Blücher in Frankfurt am Main. Er wurde am 27. Dezember 1813 Brigadekommandeur der Landwehr beim I. Armee-Korps. Am 1. April 1814 wurde er wieder wirklicher Offizier der Armee und drei Tage später mit der Aufsicht über die Lazarette in Frankreich beauftragt. Bereits im Mai 1814 kehrte Roedlich mit der Landwehr aus dem Niederland zurück nach Preußen. Dennoch erhielt er am 28. September 1814 die Erlaubnis das Offizierskreuz der Ehrenlegion zu tragen. Am 29. April 1815 wurde er dann zum Generalmajor Dobschütz an den Rhein versetzt und am 31. Mai 1815 zum Generalmajor befördert. Für seine Leistungen erhielt Roedlich am 5. Oktober 1815 das Eiserne Kreuz II. Klasse am weißen Band. Am 23. November 1815 wurde er dann als Inspekteur der Landwehr in den Regierungsbezirk Gumbinnen versetzt.
Am 18. April 1816 bekam Roedlich auch die Erlaubnis den Militär-Wilhelms-Orden III. Klasse zu tragen und am 2. August 1816 wurde er an die andere Seite des Reiches versetzt, als Inspekteur der Landwehr im Regierungsbezirk Düsseldorf. Am 22. Februar 1820 wurde er mit 1500 Talern Wartegeld in den Ruhestand versetzt. Er starb am 24. Dezember 1833 in Berlin und wurde am 27. Dezember 1833 auf dem Garnisonfriedhof beigesetzt.

### Familie
Roedlich heiratete am 24. Juli 1808 in Königsberg Margarethe Peggy Florentine Johnson (1786–1860), die Tochter des Schiffskapitäns Johnson aus Memel. Aus der Ehe gingen folgende Kinder hervor:
- Aidonia Franziska (* 1808) ⚭ 20. März 1837 John Adams, Kaufmann in Liverpool
- Wassilissa (1809–1894) ⚭ Wilhelm von Boguslawski (1803–1874), Oberlandesgerichtspräsident, Sohn von Carl Andreas von Boguslawski[2]
- Franz Eduard (1811–1891), preußischer Oberstleutnant a. D. ⚭ Marie Amalie Charlotte du Port († 1855)[3] aus Breslau
- Zylinis Florentine (* 1812) ⚭ Dr. Ferdinand Becker
- Dilia Helene (1816–1894), Dichterin ⚭ 1. März 1841 Friedrich Wilhelm Branco (1797–1870), Oberstabsarzt im Garde du Corps, Eltern von Wilhelm von Branca
- Friedrich Wilhelm (* 1818), Regierungsrat und Proviantmeister a. D.
- Marie (* 1822), Stiftsdame in Gesecke-Keppel
- Albert (1826–1902), niederländischer Major in Ostindien[4] ⚭ Carolina Coldenhoff (1848–1914)

## Schriften
Roedlich hat auch einige wissenschaftliche Werke ins deutsche übersetzt:
- Benjamin Thompson von Rumford: Versuche mit dem Balistischen Pendel die Geschwindigkeiten geschossener Körper zu bestimmen. (Digitalisat)
- Giovanni Battista Venturi: Von dem Ursprung und den ersten Fortschritten des heutigen Geschützwesen. (Digitalisat)

Aber auch selbst geschrieben:
- Chronologisch Übersicht und Andeutungen für die Kriegsgeschichte. 1300 bis 1599. Teil 2, Digitalisat
- Stoff zum Nachdenken oder Versuch einer Auflösung militarisch-scientifischer und technischer Probleme für die neuesten Zeiten. Band 1, Digitalisat
- Beschreibung fünf verschiedener Arten Ziegelschneid-Maschinen. Mit ein und zwanzig colorirten Steinabdrücken, Grundrisse, Profile-Details und bildliche Ansichten der Maschinen vorstellend. Digitalisat